# La Villeneuve-les-Convers
La Villeneuve-les-Convers település Franciaországban, Côte-d’Or megyében. Lakosainak száma 60 fő (2022. január 1.). La Villeneuve-les-Convers Étormay, Frôlois, Baigneux-les-Juifs, Bussy-le-Grand, Darcey és Poiseul-la-Ville-et-Laperrière községekkel határos.

## Népesség
A település népességének változása:
| Lakosok száma | 55   | 52   | 43   | 39   | 42   | 41   | 52   | 60   | 62   | 60   |
|               | 1968 | 1982 | 1990 | 2006 | 2013 | 2015 | 2017 | 2019 | 2020 | 2022 |